# Efterträdandet av Muhammed
Efterträdandet av Muhammed som ledare för det muslimska samfund som denne hade grundat på Arabiska halvön under första hälften av 600-talet hade ett händelseförlopp som gav upphov till att muslimerna blev uppdelade i två grenar – den sunnitiska och den shiitiska, en uppdelning som ännu består. De muslimer som tog fasta på de världsliga budskapen i profetens förkunnelse och som stödde sig på sunna vann valet av efterträdare och styrde valet av de tre första kaliferna. De som emellertid såg Muhammed främst som religiös ledare var samlade i ett parti (shia) och ville att Muhammeds egna släktingar skulle överta ledarskapet. Enligt shiitisk tro ärvde Ali ibn Abi Talib Muhammeds politiska och religiösa auktoritet, redan innan Ali blev kalif år 656. Under tidernas lopp uppstod mellan de båda motsatta parterna en väsentlig skillnad även med avseende på vissa bland de viktigaste troslärorna inom islam.
Enligt sunniterna var Abu Bakr den rättmätige ledaren över muslimerna då han valdes till kalif i ett rådslag i Saqifa. Enligt shiaislam var Ali ibn Abi Talib den rättmätige ledaren efter profeten enligt kungörandet i Ghadir Khumm.
Efter de två efterföljande kaliferna Umar ibn al-Khattab och Usman ibn Affan utsågs Ali till ny kalif. Efter hans död 661 efterträdde Hasan ibn Ali honom politiskt sett, och enligt shiiter även religiöst sett. Efter cirka sex månader slöt han dock ett fredsavtal med Muawiya ibn Abi Sufyan i vilket det stod att Muawiya skulle ha politisk makt så länge som han inte valde sin egen efterträdare. Muawiya bröt mot avtalet och valde ut sin son Yazid som sin efterträdare, vilket utgjorde början på umayyaddynastin.
Sunniterna som ansåg att den som hade den politiska makten var efterträdare till profeten, accepterade Muawiya som kalif utan förbehåll.
Hasan och hans broder Husayn ibn Ali fortsatte att vara de religiösa ledarna enligt shiiterna. Enligt tolvshiiterna var de tolv imamerna (Ali, Hasan, Husayn och nio ättlingar till Husayn) Muhammeds rättmätiga efterträdare, vare sig de hade den politiska makten eller inte. Vid Muaviyas död gjorde Husayn anspråk på kalifatet, men han och hans anhängare dödades i massakern vid Karbala av Yazids trupper och denne säkrade därvid umayyadernas fortsatta politiska makt över kalifatet.
Utöver dessa två grenar har även många andra åsikter formats gällande efterträdandet av profeten.

## Historisk överblick

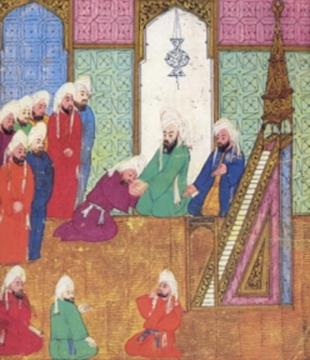
En illustration för hur det gick till när Abu Bakr valdes till den förste kalifen.

### Mötet i Saqifa
Omedelbart efter Muhammeds bortgång samlades Medinas befolkning, Ansar, i Saqifa (gården) som tillhörde Banu Sa'ida-klanen  för att man skulle besluta om en ny ledare för det muslimska samfundet bland dem själva, med avsikten att utesluta migranterna från Mecka. Detta har sedan dess blivit föremål för debatter.
Men när Abu Bakr och Umar fick reda på mötet oroade de sig för en potentiell kupp och skyndade sig dit. När de kom fram talade Abu Bakr till de församlade männen med en varning om att ett försök att välja ledare utanför Muhammeds egen stam, Quraysh, sannolikt skulle leda till oenighet, eftersom bara dessa kunde få den nödvändiga respekten i samhället. Han tog sedan Umar och en annan följeslagare, Abu Ubaidah ibn al-Jarrah, i handen och föreslog att välja en av dem. Det möttes med förslaget att Quraysh och Ansar  skulle välja en ledare  vardera bland dem själva, som sedan skulle styra gemensamt. Stämningen i församlingen hettade till och man började diskutera med varandra. Umar tog då hastigt Abu Bakrs hand och svor trohet till denne och de andra församlade gjorde då samma sak.

### Konsekvenserna efter mötet i Saqifa
Abu Bakr accepterades av nästan alla muslimer som ledare för det muslimska samfundet (i form av kalif) men tvister uppstod på grund av det hastiga valet. Flera av Muhammeds följeslagare, varav den främste bland dem var Ali ibn Abi Talib, vägrade inledningsvis att erkänna hans myndighet. Ali själv kunde rimligen förväntats ha tagit över ledarskap efter profeten Muhammeds bortgång, efter att ha varit både den sistnämndas kusin och svärson. Abu Bakr skickade senare Umar för att konfrontera Ali för att vinna hans trohet, vilket resulterade i en häftig dispyt som kan ha inneburit våld. Umar hotade därvid även att bränna ned profetens dotter Fatimas hus om de som opponerade sig mot honom och Abu Bakr fortsatte att samlas där.
Enligt Sahih al-Bukhari har Umar sagt att svärandet av lojalitet till Abu Bakr gjordes plötsligt och att det var framgångsrikt, men att Gud skyddat folket från dess ondska. Han sa att ingen får svära lojalitet till någon utan att först rådfråga muslimerna. Han sa att Ali och Zubayr, och de som var med dem, opponerade sig mot dem (efter svärandet av lojalitet till Abu Bakr), medan Muhajirun samlades med Abu Bakr. Umar sa även att utöver den stora tragedin som hade ägt rum för dem (Muhammeds död) fanns det inget större problem än alliansen till Abu Bakr. Eftersom de var rädda att ifall de lämnade folket så kunde folket svära lojalitet till en av deras män efter dem. Han hotade om att om någon skulle svära lojalitet till någon annan utan att rådfråga muslimerna, så skulle de båda dödas.
Sex månader efter mötet i Saqifa, i samband med Fatimas bortgång, slöt den avvikande gruppen fred med Abu Bakr och Ali erbjöd honom sin trohet. Denna första konflikt betraktas som det första tecknet på den kommande splittringen mellan muslimerna.  De som accepterade valet av Abu Bakr blev senare kända som sunniter, medan anhängare av Alis rättighet blev kända som shiiter.
Allamah Majlisi har återberättat att när Ali svor lojalitet till Abu Bakr så gjorde han det under mordhot från Umar. Efter att ha protesterat tre gånger räckte Ali fram sin stängda näve. Abu Bakr nuddade därefter ovanpå Alis näve.

### Källhänvisningar
1. ↑  Gleave 2004.
2. ↑  Mavani 2013, s. 52–53.
3. ↑  Islam i Nordisk familjebok (andra upplagan, 1910)
4. ↑  ”Sahih al-Bukhari 3667, 3668 - Companions of the Prophet - كتاب فضائل أصحاب النبى صلى الله عليه وسلم - Sunnah.com - Sayings and Teachings of Prophet Muhammad (صلى الله عليه و سلم)”. sunnah.com. https://sunnah.com/bukhari:3667. Läst 11 januari 2024.
5. ↑  Olawuyi, Toyib (2014). On the Khilafah of Ali over Abu Bakr. Sid. 3. ISBN 978-1-4928-5884-3. Arkiverad från originalet den 22 April 2016. https://web.archive.org/web/20160422181325/http://www.al-islam.org/khilafah-ali-over-abu-bakr-toyib-olawuyi/preface.
6. ↑  Nassir, Sheikh Abdillahi Nassir. ”Yazid was Never Amirul Muminin”. Al-Islam.org. Ahlul Bayt Digital Islamic Library Project. https://www.al-islam.org/yazid-was-never-amirul-muminin-sheikh-abdillahi-nassir.
7. 1 2  Fitzpatrick, Coeli; Walker, Adam Hani (2014). Muhammad in History, Thought, and Culture: An Encyclopedia of the Prophet of God. Sid. 3. https://books.google.com/books?id=2AtvBAAAQBAJ&pg=PA186.
8. ↑  Madelung 1997, s. 31.
9. ↑  Madelung (1997, p. 32)
10. ↑  Hoffman, Valerie J. (2012). The Essentials of Ibadi Islam. Sid. 6. https://books.google.co.uk/books?id=JNxvMRJM3EAC&pg=PA6.
11. ↑  Fitzpatrick & Walker (2014, p. 186)
12. ↑  Musannaf, Ibn Abi Shaybah. hadith nr 36348.
13. ↑  ”Can any evidence be found in Sunni sources that speak of the martyrdom of Lady Fatimah (as)? - Questions Archive - IslamQuest is a reference for Islamic questions on the internet”. www.islamquest.net. http://www.islamquest.net/en/archive/question/fa5512. Läst 10 april 2019.
14. ↑  ”Sahih al-Bukhari 6830 - Limits and Punishments set by Allah (Hudood) - كتاب الحدود - Sunnah.com - Sayings and Teachings of Prophet Muhammad (صلى الله عليه و سلم)”. sunnah.com. https://sunnah.com/bukhari:6830. Läst 11 januari 2024.
15. ↑  ”Hadith - Book of One-fifth of Booty to the Cause of Allah (Khumus) - Sahih al-Bukhari - Sunnah.com - Sayings and Teachings of Prophet Muhammad (صلى الله عليه و سلم)”. sunnah.com. https://sunnah.com/bukhari/57/2. Läst 21 mars 2020.
16. ↑  Fitzpatrick & Walker (2014, p. 4)
17. ↑  Pickthall, Marmaduke William; Asad, Muhammad (1982). Islamic Culture, Vol. 56. Sid. 241.
18. ↑  Badie, Dina (2017). After Saddam: American Foreign Policy and the Destruction of Secularism in the Middle East. Sid. 3. https://books.google.co.uk/books?id=3Fk7DwAAQBAJ&pg=PA3.
19. ↑  ”Discourse 2: Efforts To Obtain Imam Ali’s (‘a) Bay’at After The Prophet’s Demise”. al-islam.org. https://www.al-islam.org/victim-lost-saqifah-revised-edition-comprehensive-additions-ali-labbaf/discourse-2-efforts-obtain. Läst 11 januari 2024.